# Liste der Kulturdenkmäler in Kleinich
In der Liste der Kulturdenkmäler in Kleinich sind alle Kulturdenkmäler der rheinland-pfälzischen Ortsgemeinde Kleinich einschließlich der Ortsteile Emmeroth, Fronhofen, Oberkleinich und Thalkleinich aufgeführt. In den Ortsteilen Götzeroth, Ilsbach und Pilmeroth sind keine Kulturdenkmäler ausgewiesen. Grundlage ist die Denkmalliste des Landes Rheinland-Pfalz (Stand: 10. August 2023).

## Denkmalzonen
| Bezeichnung                       | Lage                                               | Baujahr         | Beschreibung                                                                      | Bild            |
| --------------------------------- | -------------------------------------------------- | --------------- | --------------------------------------------------------------------------------- | --------------- |
| Denkmalzone Ortskern Thalkleinich | Thalkleinich, Nr. 8, 9, 15, 16, 18, 19 und 20 Lage | 19. Jahrhundert | ungewöhnliche Dichte historischer Hofanlagen, überwiegend aus dem 19. Jahrhundert | Fotos hochladen |

## Einzeldenkmäler
| Bezeichnung         | Lage                                    | Baujahr                     | Beschreibung | Bild                           |
| ------------------- | --------------------------------------- | --------------------------- | --- | ------------------------------ |
| Evangelische Kirche | Kleinich, Ortsstraße 1 Lage             | 1789–90                     | frühklassizistischer Zentralbau, 1789–90, herzoglich zweibrückischer Baumeister Friedrich Gerhard Wahl, Turm im Kern frühromanisch  | weitere Bilder Fotos hochladen |
| Quereinhaus         | Kleinich, Ortsstraße 8 Lage             | 1825                        | stattliches Fachwerk-Quereinhaus, teilweise massiv, bezeichnet 1825                                                                 | BW                             |
| Pfarrhaus           | Kleinich, Ortsstraße 10 Lage            | Anfang des 20. Jahrhunderts | stattlicher Putzbau, Anfang des 20. Jahrhunderts                                                                                    | BW                             |
| Hofanlage           | Kleinich, Ortsstraße 21 Lage            | 19. Jahrhundert             | Streckhof; Fachwerkhaus und Stallscheune, teilweise massiv, 19. Jahrhundert                                                         | BW                             |
| Hofanlage           | Kleinich, Ortsstraße 22 Lage            | 19. Jahrhundert             | Streckhof; Fachwerkhaus, teilweise massiv oder verschiefert, 19. Jahrhundert                                                        | BW                             |
| Wohnhaus            | Kleinich, Ortsstraße 55 Lage            | Anfang des 20. Jahrhunderts | Wohnhaus einer Hofanlage; repräsentativer Mansardwalmdachbau, Bruchstein, teilweise verschiefert, Anfang des 20. Jahrhunderts       | BW                             |
| Quereinhaus         | Emmeroth, Nr. 2 Lage                    | Mitte des 19. Jahrhunderts  | im verschieferten Ober- und Dachgeschoss wohl Fachwerk, Mitte des 19. Jahrhunderts                                                  | BW                             |
| Quereinhaus         | Fronhofen, zu Nr. 1 Lage                | 19. Jahrhundert             | Fachwerk-Quereinhaus, teilweise massiv oder verschiefert, 19. Jahrhundert                                                           | BW                             |
| Quereinhaus         | Fronhofen, Nr. 2 Lage                   | 19. Jahrhundert             | teilweise verschiefert, 19. Jahrhundert                                                                                             | BW                             |
| Evangelische Kirche | Fronhofen, Nr. 24a Lage                 | 19. Jahrhundert             | kleiner Bruchsteinsaal, 19. Jahrhundert                                                                                             | Fotos hochladen                |
| Evangelische Kirche | Oberkleinich, bei Nr. 31 Lage           | 1772                        | barocker Saalbau, wohl von 1772 | BW                             |
| Backhaus            | Thalkleinich, zwischen Nr. 1 und 2 Lage | 19. Jahrhundert             | kleiner Bruchsteinbau, 19. Jahrhundert                                                                                              | BW                             |
| Hofanlage           | Thalkleinich, Nr. 8 Lage                | 1912                        | Fachwerkhaus, teilweise massiv, Mansarddach, bezeichnet 1912, Fachwerk-Stallscheune                                                 | Fotos hochladen                |
| Hofanlage           | Thalkleinich, Nr. 9 Lage                | 1912                        | Fachwerkhaus, teilweise massiv oder verschiefert, Mansarddach, bezeichnet 1912, Fachwerkscheune, Stall                              | BW                             |
| Quereinhaus         | Thalkleinich, Nr. 16 Lage               | 1886                        | teilweise verkleidet oder verschiefert, bezeichnet 1886, altes Hofpflaster                                                          | BW                             |
| Hofanlage           | Thalkleinich, Nr. 18 Lage               | 1885                        | zweieinhalbgeschossiges, fünfachsiges spätklassizistisches Wohnhaus, bezeichnet 188(5), Fachwerk-Wirtschaftstrakt, teilweise massiv | BW                             |
| Quereinhaus         | Thalkleinich, Nr. 20 Lage               | Ende des 19. Jahrhunderts   | teilweise verschiefert, Ende des 19. Jahrhunderts                                                                                   | BW                             |